# Mary Poppins apre la porta
Mary Poppins apre la porta (titolo dell'edizione originale in lingua inglese: Mary Poppins Opens the Door) è un romanzo di Pamela Lyndon Travers, scritto nel 1943.
Si può dire che questo romanzo descriva l'ultima visita di Mary Poppins a casa Banks, perché dal romanzo successivo in poi, le storie narrate sono tutte ambientate nell'arco temporale dei tre anni in cui si svolgono i primi tre romanzi.

## Trama
Durante la notte di Guy Fawkes, Mary Poppins arriva sulla scia dell'ultimo spettacolo pirotecnico della famiglia Banks. I bambini Banks Michael, Jane, i gemelli e Annabel la implorano di restare, così ella accetta a malincuore di farlo "finché la porta non si apre". Quando Jane, ansiosa, fa notare che la porta della loro camera si apre sempre, lei chiarisce "l'altra porta".
La signora Banks chiede a Mary Poppins e ai bambini di trovare un accordatore per pianoforte, che sembra essere il cugino di Mary, il signor Twigley. Quando Mary e i bambini lo visitano, Mr. Twigley cerca di liberarsi dai sette desideri che gli sono stati dati quando è nato. Oltre ai pianoforti, Mr. Twigley è specializzato anche in uccelli canori come gli usignoli, uno dei quali viene liberato da lui stesso quando ha finito. Fornisce anche scatole musicali per i bambini e per  Mary, con cui ballano. Quando tornano a casa più tardi, il piano del salotto suona perfettamente, e quando i bambini Banks chiedono a Mary cosa è successo, lei li rimprovera bruscamente.
Altre avventure nel libro includono la statua del parco di Neleo che prende vita per qualche tempo durante una delle loro uscite, la loro visita a Miss Calico e ai suoi bastoncini di menta piperita, con i quali le persone volano in cielo, una festa sottomarina dove Mary Poppins è l'ospite d'onore, e una festa tra fiabe rivali nel parco tra l'anno vecchio e il nuovo. Quando i bambini chiedono perché Mary Poppins, una persona reale, è lì, viene detto che è una favola che diventa realtà.
Infine, i cittadini della città e molti altri personaggi dei precedenti due libri si rivelano dire addio a Mary. I bambini si rendono conto che non se ne stanno andando, ma Mary sì, e corrono verso la finestra della loro camera, dove tutto viene riflesso, e la vedono entrare in una casa come loro, aprire la porta e entrare. Più tardi quella sera, il signor Banks vede una stella cadente, e tutti loro esprimono un desiderio, e i bambini scorgono debolmente Mary Poppins, che li saluta dal cielo. Mary Poppins era volata via, ma i regali che aveva portato sarebbero rimasti per sempre.

## Edizioni
- Mary Poppins apre la porta  , i Delfini, Fabbri editore.
- Mary Poppins apre la porta , Bompiani.